# Daheim in den Bergen – Liebesleid
Liebesleid ist ein deutscher Fernsehfilm von Michael Zens aus dem Jahr 2019. Es handelt sich um den vierten Teil der Heimatfilmreihe Daheim in den Bergen. In den Hauptrollen agieren Walter Sittler, Max Herbrechter, Theresa Scholze, Matthi Faust, Catherine Bode, Thomas Unger, Merlin Leonhardt, Anna Hausburg, Robert Maaser, Frederik Bott und Bernhard Bettermann.
Lorenz Huber wird von seinen Töchtern Marie und Lisa mit der Nachricht überrascht, dass er Opa wird. Zwar freut er sich, befürchtet aber auch, dass das für seinen ohnehin unrentablen Hof durch Maries Ausfall als Arbeitskraft das Aus sein könnte.

## Handlung
Marie und Lisa Huber haben sich ein Herz gefasst und erzählen ihrem Vater, dass Marie schwanger von Georg Leitner ist. Zwar freut sich Lorenz, sieht nun allerdings noch sorgenvoller in die Zukunft. Marie ist die Seele des Huberhofs und wird in Zukunft nicht mehr so viel Zeit für den Hof aufbringen können wie bisher. Lisa, die Anwältin ist, spielt mit dem Gedanken, um die an die Leitners verlorenen Weiden vor Gericht zu kämpfen, da der Huberhof sich selbst nicht mehr trägt und ihr Vater daran denkt zu verkaufen, weil die Alp mit 45.000 € verschuldet ist. Marie will jedoch auf gar keinen Fall einen erneuten Streit mit den Leitners, da ihr Vater und Sebastian Leitner sich gerade wieder annähern. Sie meint, es sei schlimm für sie, wenn sie den Hof verlieren würde, viel schlimmer sei es aber, einen Menschen zu verlieren.
Da Lisa ihren Jugendfreund Florian Leitner endlich vergessen will, lässt sie sich auf der Toilette einer Bar mit einem ihr unbekannten jungen Mann namens Liam ein, nachdem sie kurz zuvor noch eine unerfreuliche Auseinandersetzung mit Florian hatte. Florian hingegen versucht in dieser Nacht seinen Frust bei seiner Ehefrau Karin abzubauen, indem er sie hart anfasst, um mit ihr zu schlafen. Karin weist ihn zurück. Auch als Florian sich anderentags entschuldigen will, entzieht Karin sich ihm.
Als Lisa, die Georg Leitner in dem Sorgerechtsstreit um seine Tochter vertritt, in ihr Büro kommt, erlebt sie eine Überraschung, Georgs Ex-Frau Mirjam wird von Liam Achenbach vertreten, auf den sie sich die Nacht zuvor eingelassen hatte. Da das Gespräch in Georgs Augen für ihn schlecht verläuft, sucht er das Gespräch mit Marie. Jan, ein Psychotherapeut, der vorübergehend auf der Alp aushilft, mischt sich jedoch ein und tut so, als sei er mit Marie zusammen, die seinen Worten nach ein Kind von ihm erwartet. Überstürzt bricht Georg daraufhin auf. Marie weiß nicht so recht, was sie von Jans Vorpreschen halten soll. Lisa hat jedoch über eine Privatdetektivin herausgefunden, dass der Mann, zu dem Mirjam nach Frankreich ziehen will auch ein Verhältnis zu wenigstens einer weiteren Frau unterhält. So erledigen sich Mirjams Umzugspläne mit Lea von selbst.
Auf dem Leitnerhof logieren die Schulfreunde Marcel, Lukas und Frederik sowie Julia, die von allen drei Männern begehrt wird. Bei einer Bergtour mit Bergführer Florian erzählt der Tierarzt Frederik Thorbach Florian, der ihm auf den Kopf zusagt, dass er Julia liebe, dass er ihr mit 14 Jahren einen Zettel habe zukommen lassen wollen mit der Frage, ob sie mit ihm gehen wolle und den Antwortmöglichkeiten: „Ja“, „Nein“, „Vielleicht“. Er habe ihn ihr aber nie gegeben. Diesmal will er es jedoch besser machen und schaltet Marcel und Lukas vorübergehend mit einer List aus, kann sich jedoch abermals nicht überwinden, Julia seine Gefühle zu offenbaren. Dann aber fasst sich Frederik doch ein Herz und schiebt den Zettel unter Julias Tür hindurch, den er ihr schon mit 14 Jahren gern gegeben hätte. Die Tür öffnet sich und Julia meint mit einem Lächeln, nach reiflicher Überlegung wähle sie Antwort eins. Dann fallen sich beide in die Arme.
Sebastian Leitner hat Lorenz Huber das erste Mal nach dem von Lorenz verschuldeten tödlichen Unfall seines Sohnes Peter wieder zu sich nach Hause eingeladen. Zum Abschied meint er, er werde niemals mit Lorenz über Peter reden und genauso möchte er niemals mit ihm über den Brief sprechen, den er Lorenz gleichzeitig in die Hand drückt. Als Lorenz den Brief vor seiner Alp auf der Bank sitzend öffnet, fällt etwas heraus, was sich als Scheck über 100.000 € entpuppt.
Zur selben Zeit versucht Mila Leitner ihre Eltern, vor allem ihren Vater Florian, davon zu überzeugen, dass ihr Wunsch, eine Schauspielschule zu besuchen, von ihrem Talent getragen wird, indem sie ihren Eltern etwas vortanzt. Und Florian Leitner ist berührt.

## Produktion

### Drehorte, Produktionsnotizen

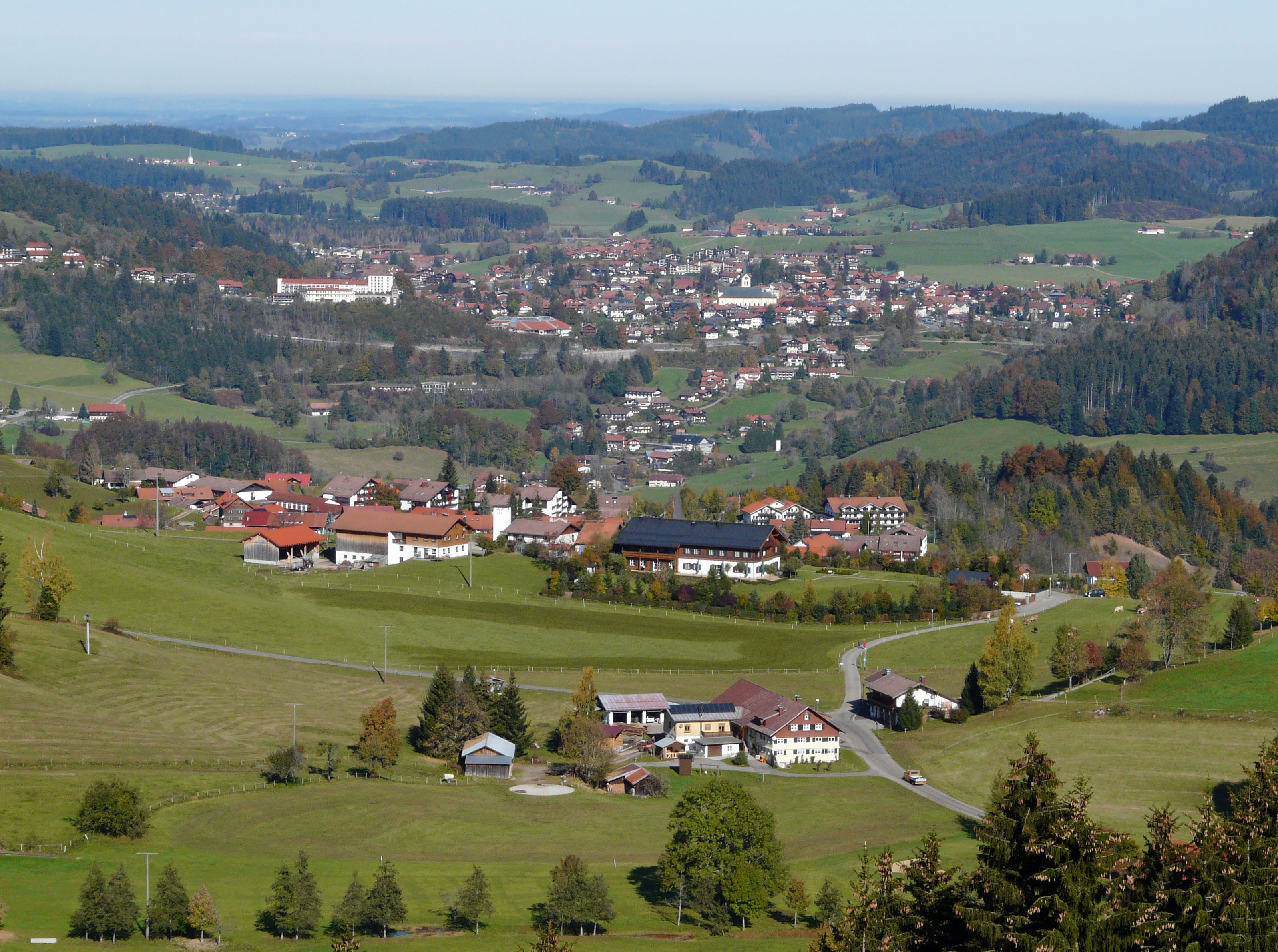
Steibis und Oberstaufen, Drehorte

Der vierte Film der Heimatfilmreihe wurde unter dem Arbeitstitel Daheim in den Bergen – Die Leiden des jungen F. vom 26. Juli bis zum 26. September 2018 an Schauplätzen im Allgäu gedreht, so in Oberstaufen, Kempten und Umgebung. Es handelt sich um eine Arbeit der Westside Filmproduktion im Auftrag der ARD Degeto für das Erste. Die Redaktion für die ARD Degeto lag bei Barbara Süßmann.

### Musik
- My Girl von The Temptations
- Dann steht sie da (Can you english please) von Fäaschtbänkler
- Was du Liebe nennst von Fraygeist/Basti Becks
- Chasing Cars von Snow Patrol
- Fathers & Daughters von Michael Bolton

### Fragen an Hausburg und Leonhardt

#### Anna Hausburg
Anna Hausburg antwortete auf die Frage, welcher Typ Mann sie eher anspreche, das Wichtigste für sie sei, dass er ein gutes Herz habe. Darüber hinaus sei ihr wichtig, dass man sich auf „geistiger Ebene“ austauschen könne und eine ordentliche Prise Humor vorhanden sei. Sicher würde sie ein Charakter wie Frederik im echten Leben aufgrund seiner Bescheidenheit und Sensibilität auch ansprechen, allerdings sollte er ein wenig „mehr Pfeffer im Hintern“ haben. Aber insoweit mache die Figur im Film ja eine tolle Entwicklung durch.

#### Merlin Leonhardt
Auf die Frage, ob er wie Frederik früher auch ein Lieblingstier gehabt habe, meinte Leonhardt, eine Katze namens Hoppel. Da Frederik bei einer Wandertour aus der Puste kommt, war die Frage an Leonhardt, welchen Stellenwert Sport in seinem Leben einnehme? Er meinte, tatsächlich habe er mit dem Sport aufgehört, nachdem er für die Rolle zugesagt habe, um „authentischer rüberzukommen“. Normalerweise trainiere er sechs Mal die Woche, habe aber befürchtet, dass Frederik zu sportlich aussehe und nicht so „schluffig“ wirke, wie es die Rolle erfordere, wenn er sein Programm wie gewohnt durchziehe. Als er nach dem Ende der Dreharbeiten im Allgäu noch privat in den Bergen gewandert sei, habe er deutlich gespürt, wie sehr ihm der Sport gefehlt habe. Er sei schneller müde geworden und habe auch schneller geschwitzt als sonst.

### Veröffentlichung
Die Erstausstrahlung des Films fand am 3. Mai 2019 im Programm der ARD Das Erste im Rahmen der Reihe „Endlich Freitag im Ersten“ statt.

## Kritik
Die Kritiker der Fernsehzeitschrift TV Spielfilm zeigten mit dem Daumen zur Seite, gaben für Humor und Spannung je einen von drei möglichen Punkten und stellten fest: „Unterhaltung ohne anzuecken, das rettet auch ein wortkarger Walter Sittler […] nicht. Seifig erzählte Nebenstränge verwässern das Drama um eigentlich recht sympathische Figuren. Immerhin, schwitzige Burschen und One-Night-Stands zeigen: Auf der Alm gibt’s a Sünd’!“ Fazit: „Manchmal kess, aber eben viel zu selten“.
Frank Jürgens bewertete den Film in der Neuen Osnabrücker Zeitung mit drei von sechs möglichen Sternen und hielt fest, dass „die großartigen Schauspieler – insbesondere Walter Sittler als Sebastian Leitner – dann streckenweise doch arg unterfordert wirken“ würden.
In der Volksstimme konnte Klaus Braeuer dem Film nichts abgewinnen. Zu der Nebenhandlung um drei Freunde, schrieb er, dass sie noch „angehen möge“, doch seien auch die „Hauptstränge der Reihe kaum besser“. Eine „tiefere Zeichnung der Hauptfiguren“ bleibe „leider aus“. Zu hören sei „belangloses Dauergeklimper und so mancher tiefe Seufzer“, zu sehen seien „sattgrüne Wiesen, sorgenvolle Mienen oder tränengefüllte Augen“. Die Schauspieler „mühten sich durch das Geschehen, das Drehbuchautorin Brigitte Müller […] und Regisseur Michael Zens […] offenbar für die pralle Lebenswirklichkeit halten“ würden.